# Juan de Olorón
Juan (de) Olorón (Tarazona, fl. 1545-1570) fue un maestro de capilla español, activo principalmente en la Catedral de Huesca de 1551 a 1566.

## Vida
Es muy poco lo que se conoce de la vida de Juan de Olorón y el maestro fue ignorado durante mucho tiempo por las enciclopedias y los musicólogos, como fue el caso de Subirá, Pedrell y Anglés. Se sabe que a partir de 1545 fue maestro de capilla de la Colegiata de Santa María la Mayor de Calatayud, posiblemente hasta 1551, fecha en la que se trasladó a Huesca.
El 11 de marzo de 1551 fue nombrado maestro de capilla de la Catedral de Huesca: «Los señores del capítulo eligieron para mahestro de capilla a mossén Johan de Olorón, el beneplacito del capítulo durante, al cual asignaron una ración y treinta escudos de augmento». El 9 de mayo de 1552 el cabildo decidió subirle el sueldo en 17 libras anuales.
El 7 de julio de 1559 se le sancionó por una falta desconocida, de cuyo castigo tomó acta el notario capitular:

Domini de capitulo capitulantes [...] concordes [...] aliquibus iustis de causis suum animum noventibus, attentis aliquibus criminibus et desacatis, ut dixerunt, per dominum Johannem Oloron portionarium dicte sedis oscensis factis, commissis et perpetratis, privarunt eundem Johannem Oloron per quator menses ab ingressu et stallo chori [...]
Notario Prot. Pilares, folio 197, 7 de julio de 1559

Este fue el primer conflicto de muchos entre Olorón y el cabildo de la metropolitana oscense. Parece que Olorón era de carácter fuerte, temperamento vivo, testarudo y quizás algo bohemio e insumiso. En cualquier caso parece poco probable que el «crimen» fuera más allá de faltas administrativas, ya que un hecho delictivo hubiera caído bajo la jurisdicción de obispo y no del cabildo.
Los roces fueron en aumento hasta que el 31 de mayo de 1566, siete años más tarde, Olorón fue desposeído de su cargo por el cabildo: «Los señores del capitulo por algunos justos respetos privaron a mossen Joan de Oloron de racionero y maestro de capilla de dicha seo cum omnibs fructibus y fuele intimado y por el aceptado.» Al día siguiente, 1 de julio, Olorón nombró ante notario a dos procuradores, el beneficiado de la Catedral Pedro Ferrer y el causíndico de la ciudad, Jerónimo de Arascués. Estos se presentaron inmediatamente en la Catedral el nombramiento de Olorón como beneficiado de santos Simón y Judas, firmado por Felipe Puyvecino, utriusque iuris baccalaureus, officialis ecclesiasticus civitatis oscensis por el obispo Pedro Agustín y Albanell. El beneficio había sido presentado ese mismo día por Gilberta Redón y de Bolea, viuda de Juan Fuertes, doctor en medicina, y Ana de Fuertes Redón y de Bolea, viuda de Juan Cabero, señor de Javierre. El cabildo declaró nulo el beneficio, negándose a dar su posesión a Olorón, acusando al vicario de haberse precipitado. Tanto el vicario general Puyvecino como el obispo Agustín se desentendieron del asunto, quizás esperando que las partes llegaran a un acuerdo. El acuerdo llegó el 3 de septiembre de 1568 cuando decidieron nombrarlo capiscol:

[...] asignar a mossen Joan de Oloron capiscol y beneficiado de sanct Martin setecientos sueldos en cada un año de salario, con que resida continuamente en esta iglesia y aga su oficio como debe y tiene obligacion y a mayori parte le dieron licencia para que fuesse a su tierra por tres messes y no le corre el salario ata tanto que venga a residir en esta iglesia.
Resoluciones del cabildo metropolitano oscense, 3 de septiembre de 1568

Entre tanto ocupó el cargo el racionero Miguel Gordún, del que no se sabe si lo ocupó de forma interina u oficial, ya que se le nombra «vicemaestro de capilla» en algunos documentos. Gordún cesó en el cargo el 5 de marzo de 1567 con el nombramiento para la maestría oscense de Juan Ordóñez, clérigo de la diócesis de Palencia.
El acuerdo solo duró un año y en 1569 volvió a haber problemas que tuvo que resolver una sentencia del obispo Agustín:

Por quanto el beneficiado de Sant Martin es obligado a entonar en el choro de dicha seo las horas assi diurnas como nocturnas y tambien es obligado a ensenyar de canto a los clerigos y mochachos sirven en dicha seo y para esto sea elegida la industria de su persona y estando fuera y absente de dicha iglesia no pueda cumplir lo que la institución del beneficiado mando. [...] mas por quanto ha mucho tiempo el dicho mossen Juan de Oloron no reside ni sirve en el dicho beneficio y assi queda defraudada la institucion y intencion de los instituyentes y el servicio de dicha seo, ni tampoco se aguarda haya de volver y tambien por tener otro beneficio que basta para su sustentacion, por tanto declaramos y pronunciamos que el dicho mossen Juan Oloron sea obligado como por la presente sentencia le obligamos a que por todo el mes de febrero proximo veniente venga a residir en dicha iglesia y a satishacer con los cargos del dicho beneficio renunciandole libre y simplemente en poder del ordinario de dicho beneficio.
29 de septiembre de 1569

Parece ser que el problema eran las ausencias no justificadas del maestro. La sentencia determina que no podrá ausentarse más de ocho días seguidos sin permiso y que, si no lo cumple, se le retirará el beneficio de forma automática. La sentencia fue acatada por Oloron y a partir de febrero de 1570 residiría continuamente en Huesca, sin más conflictos.
La última noticia de Olorón es una noticia del cabildo celebrado el 11 de mayo de 1570 en el que se le sube el salario:

[...] acordaba asignar a Joan de Olorón capiscol y beneficiado de sant Martin quince libras de augmento y partido en cada un año y le dieron licencia para ir a su casa y estar absente por todo el mes de julio proxime venidero y esto con expressa protestacion que si no viniesse por todo el mes de julio que caiga en la pena de la sentencia arbitral de laqual no pretenden ny entienden apartarse por este acto ni ningun otro, los quales quince escudos comiencen a correr el dia que bolbiere a serbir a la Iglesia.
11 de mayo de 1570

No es conocido si Olorón regresó o no de su ausencia, pero no hay más noticias suyas.

## Obra
Solo se conservan dos obras de Olorón en un gran libro manuscrito del siglo XVII, dos pasiones a cuatro voces: la Pasión según san Juan y la Pasión según san Mateo. La primera es la narración completa de la Pasión en 73 páginas cantadas por tiple, tenor, alto y bajo. La segunda ocupa 54 páginas.
Existe un segundo libro de 29 páginas, manuscrito en pergamino, cuya portada dice:

Hic liber
Oscensis Cathedralis Ec-
clesiae Turbae Responsorium
Passionis D.N.I.Xpi secundum
Mattheum et Joannem olim com
positus a celeberrimo Magistro
vocato Oloron et nunc rescriptus
a Joachimo Garimon et Centol
Filio Hosce dignissimo librorum scri-
ptore iuuamine D. Don Francisci Por-
teria nominate Ecclesiae Magistri
Chori ac meritissimi Portiona-
rii Anno D. N. I. XPI. M
DCCVII die XII men-
sis aprilis

El manuscrito contiene solamente la parte correspondiente de la turba de dos pasiones que también se atribuyen a Olorón.
Hay asimismo una copia del siglo XIX de las Pasiones según san Juan y según san Mateo que se encuentra en Tarazona y que González-Valle ha atribuido a Olorón.